# Сербин, Василий Феодосиевич
Василий Феодосиевич Сербин (1918 — 2002) — советский российский хоровой дирижёр, Народный артист РСФСР (1969).

## Биография
В 1941 году закончил Харьковскую консерваторию.
Принимал участие в Великой Отечественной войне. Кавалер Ордена Красной Звезды и медалей.
С 1945 года — художественный руководитель и главный дирижер ансамблей песни и танца Уральского военного округа, Южной группы войск, Белорусского военного округа, Группы советских войск в Германии.
В 1972 году уволен в запас в звании подполковник.
С 1973 года — художественный руководитель, с 1983 года — дирижер бюро специальных мероприятий Белорусской государственной филармонии.
Автор песен «Марш минских суворовцев», «До встречи, столица», «В Белоруссии мы служим». Автор большого количества обработок белорусских и русских народных песен для мужского хора.
Лауреат Государственной премии искусств ГДР (1968, 1972). Заслуженный артист БССР (1954). Заслуженный деятель искусств БССР (1961). Народный артист РСФСР (1969).
Скончался в 2002 году.